# تزرة (فريدون شهر)
تزرة (بالفارسية: تزره) هي قرية تقع في قسم بيشكوة موغوئي الريفي في إيران. يقدر عدد سكانها بـ 107 نسمة بحسب إحصاء 2016.